# بيكبريتيد الأمونيوم
 بيكبريتيد الأمونيوم  مركب كيميائي له الصيغة NH4SH ، ويكون على شكل بلورات عديمة اللون وله رائحة كريهة.

## الخواص
- ينحل مركب بيكبريتيد الأمونيوم بشكل جيد جداً في الماء.
- ثباتية المركب غير كبيرة، بالتسخين يتفكك إلى الأمونياك وكبريتيد الهيدروجين.
- تؤدي إضافة الكبريت إلى تشكل متعدد كبريتيد الأمونيوم، الذي يتميز بلونه الأصفر. يختلف التركيب حسب الكميات.

2 (NH4)SH + 1/2 S8 ⇌ (NH4)2S4 + H2S

## التحضير
يحضر بيكبريتيد الأمونيوم من تفاعل كميات ستوكيومترية من الأمونياك وكبريتيد الهيدروجين حسب المعادلة:
NH3 + H2S ⇌ (NH4)HS

## الاستخدامات
- يستخدم في الكيمياء التحليلية في عمليات التحليل النوعي للعناصر.